# 1713 en architecture
| Années de l'architecture : 1710 - 1711 - 1712 - 1713 - 1714 - 1715 - 1716    |
| Décennies de l'architecture : 1680 - 1690 - 1700 - 1710 - 1720 - 1730 - 1740 |

Cet article présente les faits marquants de l'année 1713 en architecture.

## Réalisations
- Construction à Vienne du château de Schönbrunn par Johann Bernhard Fischer von Erlach (commencé en 1696).

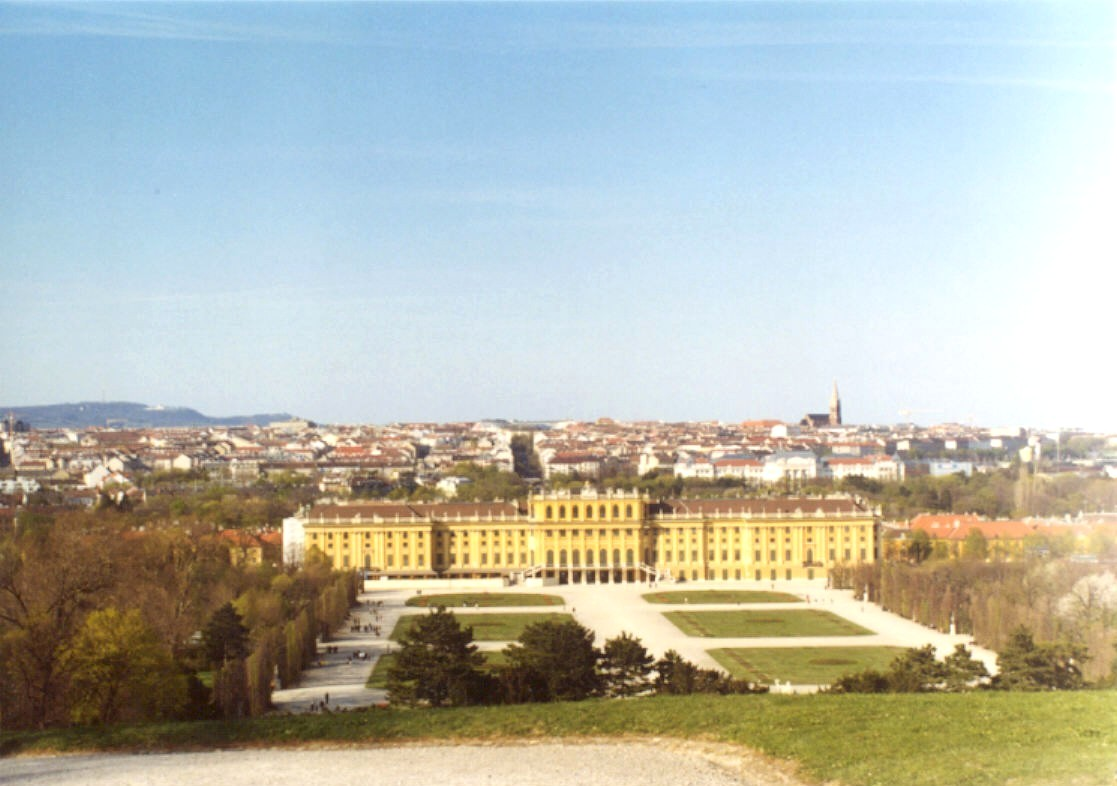
Le château de Schönbrunn à Vienne.

- Robert de Cotte transforme l’hôtel de la Vrillière (future banque de France) pour le comte de Toulouse (1713-1714).
- Début de la construction de la basilique Saint-Charles-Boromée à Vienne.

## Événements
- x

## Naissances
- 22 juillet : Jacques-Germain Soufflot († 29 août 1780).
- John Gwynn (en) († 28 février 1786).

## Décès
- x